# Kostice
Kostice (deutsch Kostitz) ist eine Gemeinde in Tschechien. Sie liegt sieben Kilometer östlich von Břeclav und gehört zum Okres Břeclav.  

## Geographie
Kostice befindet sich rechtsseitig der Kyjovka im Dolnomoravský úval (Südliches Marchbecken). Nordwestlich des Dorfes fließt die Svodnice. Vier Kilometer östlich des Dorfes bildet die March die Grenze zur Slowakei, sechseinhalb Kilometer gegen Südwest liegt die Grenze zu Österreich. Südwestlich von Kostice führt die Autobahn D 2 in die Slowakei. Am südöstlichen Ortsrand liegt der Teich Kostický rybník.
Nachbarorte sind Hrušky im Norden, Tvrdonice und Cunín im Nordosten, Gbely und Smolinské im Südosten, Brodské und Lanžhot im Süden, Bernhardsthal und Reintal im Südwesten, Břeclav im Westen sowie Stará Břeclav, Ladná und U Nádraží im Nordwesten. 

## Geschichte
Im Frühmittelalter gehörte der Ort zum Hinterland des großmährischen Burgmittelpunktes Pohansko (nördlich Břeclav). Nach dessen Niedergang Anfang des 10. Jahrhunderts entwickelte sich vor Ort eine zentrale Siedlung mit agrarischen, handwerklichen und merkantilem Charakter, die bis ins 12. Jahrhundert blühte.
Die erste urkundliche Erwähnung des Dorfes erfolgte im Jahre 1348, als Markgraf Jobst von Mähren die Herrschaft Týnec mit den Dörfern Tvrdonice, Kostice, Dluhonice, Hrušky, Lanžhot und dem Städtchen Týnec erwarb. Nach zahlreichen Besitzerwechseln erwarb Karl Eusebius von Liechtenstein 1638 die Herrschaft. Bis ins 17. Jahrhundert fielen über die Marchfurt bei Brodské häufig feindliche Heere ins Land ein. Die Gegend zwischen Kostice, Tvrdonice und Lanžhot galt als ein offenes Tor zu Mähren, und die drei Dörfer hatten regelmäßig unter dem Kriegsvolk zu leiden. Im Jahre 1845 wurde in Kostice der Schulunterricht aufgenommen. 
Nach der Aufhebung der Patrimonialherrschaften bildete Kostice/Kostitz ab 1850 eine Gemeinde im Bezirk Hodonín. 1874 wurde ein Friedhof angelegt. Im Jahre 1883 bezog die Schule ein neu errichtetes Gebäude. Bereits 1910 wurde erneut ein neues Schulhaus gebaut. 1925 entstand das Rathaus. 1945 wurde die Gemeinde dem Okres Břeclav zugeordnet. Gepfarrt ist das Dorf seit eh und jeh nach Tvrdonice. Seit 2004 führt die Gemeinde ein Wappen und Banner. Nordwestlich des Dorfes erstreckt sich eine Erdöl- und Erdgaslagerstätte. Nördlich und südlich befinden sich Weinberge und Obstgärten.

## Ortsgliederung
Für die Gemeinde Kostice sind keine Ortsteile ausgewiesen. 

## Sehenswürdigkeiten

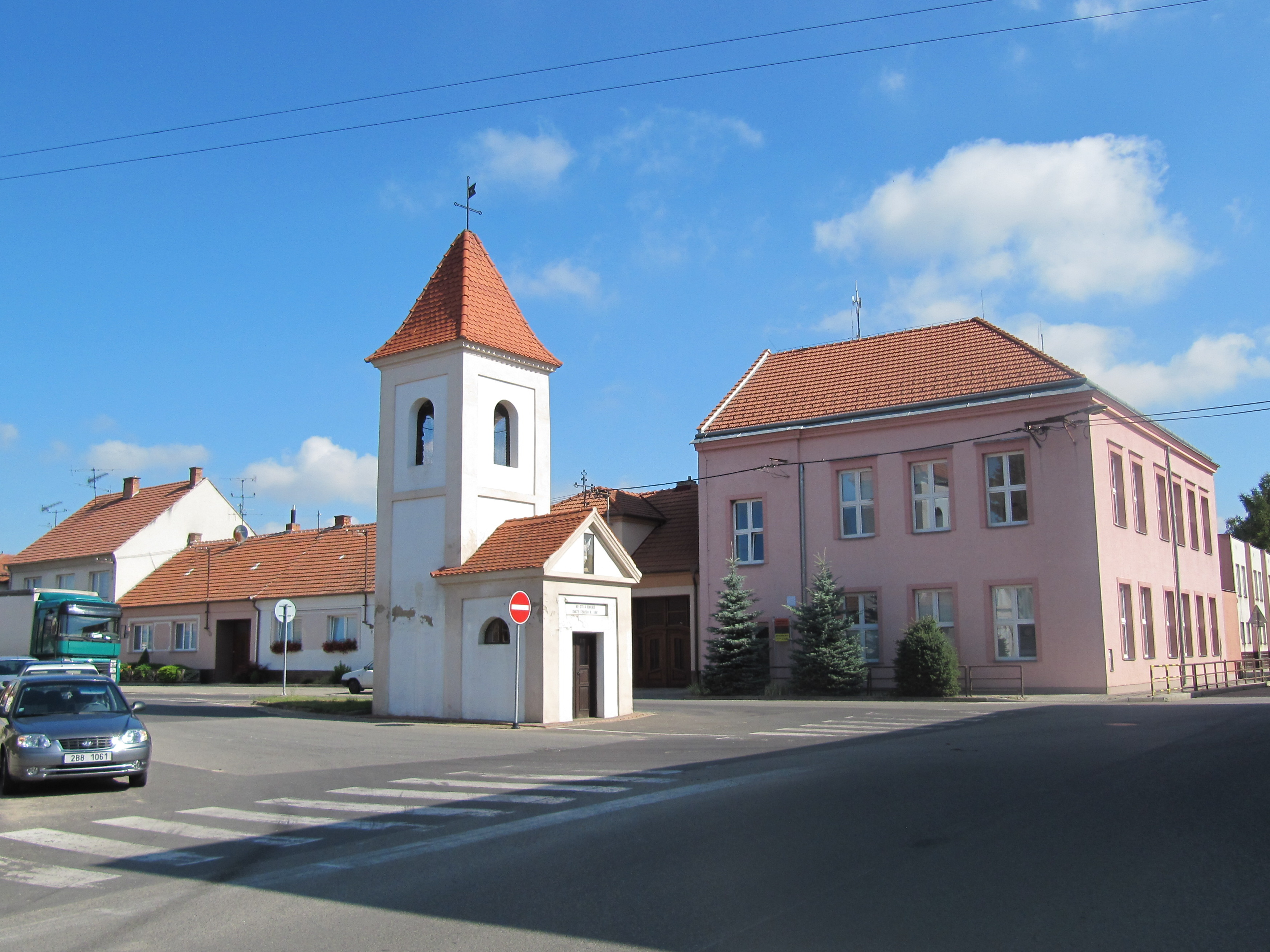
Kapelle der hl. Theresia

- Kapelle der hl. Theresia mit Glockenturm
- Heilig-Kreuz-Kapelle
- Statue des hl. Johannes von Nepomuk
- Denkmal der Erneuerung der Auwälder zwischen der March und Kyjovka, östlich des Ortes
- Naturschutzgebiet Stibůrkovská jezera, abgeworfene Mäanderteiche der Kyjovka, östlich von Kostice